# Frasera ackermaniae
Frasera ackermaniae är en gentianaväxtart som beskrevs av C.C.Newb. och Goodrich. Frasera ackermaniae ingår i släktet Frasera och familjen gentianaväxter. Inga underarter finns listade i Catalogue of Life.